# آرنالدو مسا
آرنالدو مسا (اسپانیایی: Arnaldo Mesa‎; زاده ۶ دسامبر ۱۹۶۷ – درگذشته ۱۷ دسامبر ۲۰۱۲) بوکسور اهل کوبا بود.
وی در مسابقات کشوری و بین‌المللی در مجموع برندهٔ ۲ مدال طلا، ۱ مدال نقره، ۳ مدال برنز شده‌است.